# Pony car

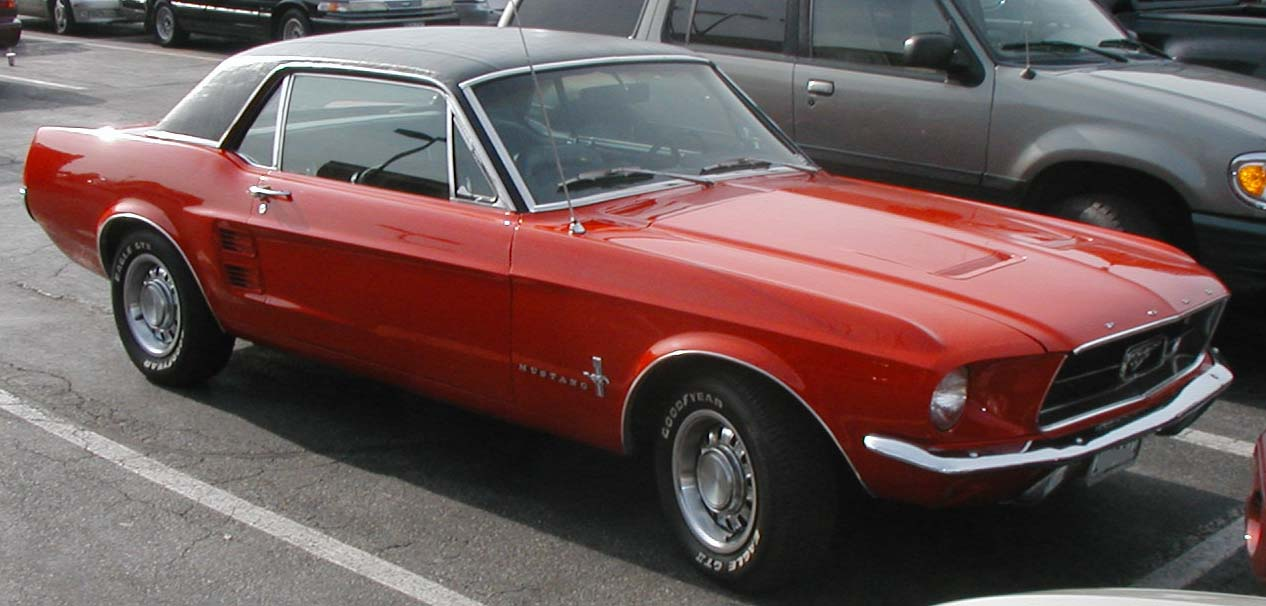
Ford Mustang uit 1967

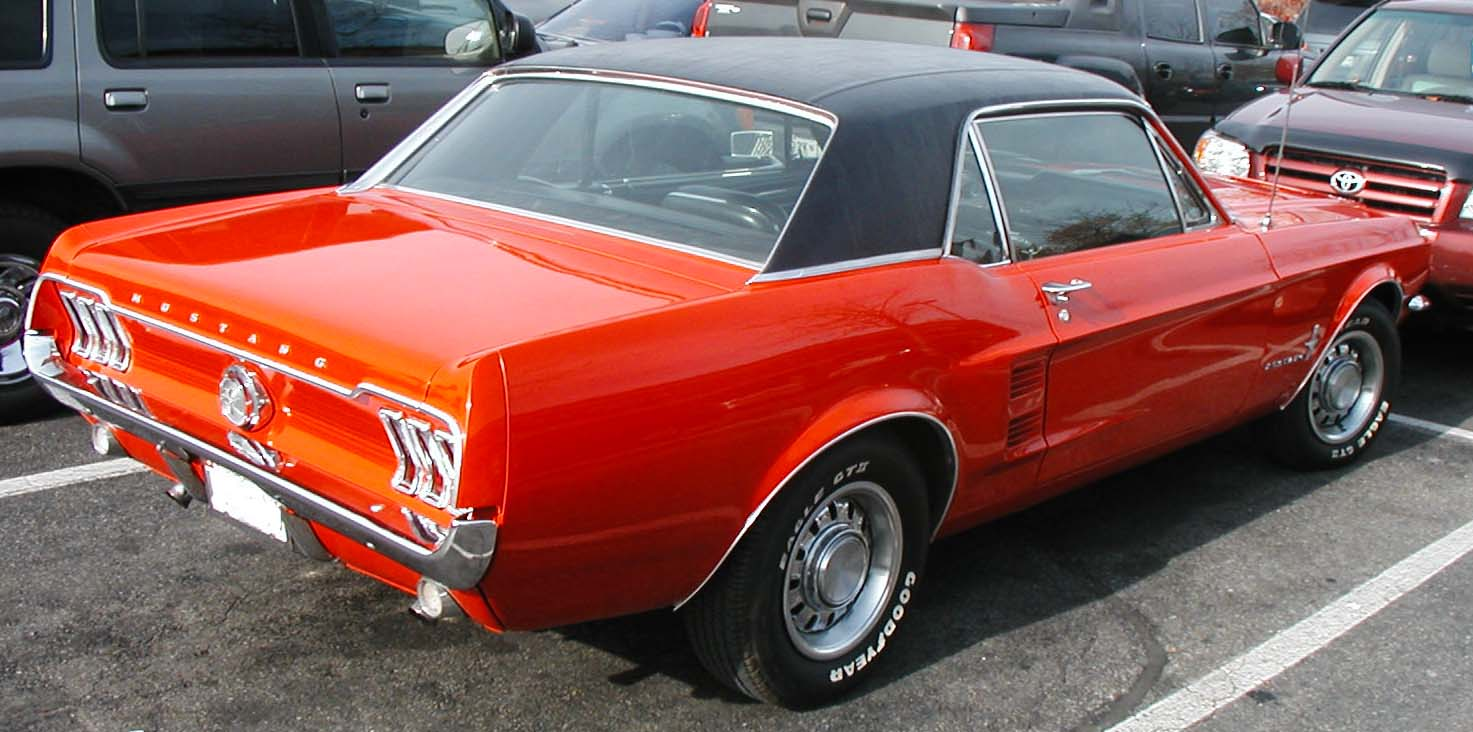
Ford Mustang uit 1967

Een pony car is in de Verenigde Staten de term voor een autotype dat in 1964 ontstond met de introductie van de Ford Mustang. Die Mustang stelde ook meteen de kenmerken van een pony car: betaalbaar, compact, gestileerd en sportief. Het type was aanvankelijk een groot succes maar verdween tegen 1974 weer van de markt.
De pony car was vooral een Amerikaans fenomeen. Toch kwam er in 1969 met de Ford Capri ook een Europees equivalent. De stijl van die Capri lag in dezelfde lijn als de Amerikaanse Mustang. De Europese Ford Capri werd ook in de VS geïmporteerd en werd daar tot 1978 verkocht als Mercury Capri. In 1970 introduceerde Toyota de Celica die op dezelfde kopers mikte als de pony car en daarom wel wordt beschouwd als de eerste Japanse pony car.

## Ontstaan
Het idee van de pony car ontstond eind jaren 1950 bij Ford in de VS toen dat merk de tweezitsversie van de Ford Thunderbird schrapte. Die Thunderbird werd vanaf modeljaar 1958 een grote vierzitsluxewagen, en hoewel hij succesvol was werd de kleinere tweezitsvariant ervan toch gemist. Daarom begon men bij Ford na te denken over een opvolger van de tweezits Thunderbird.
In het begin van de jaren 1960 werd opgemerkt dat sportieve varianten van gewone sedans het goed deden op de markt. Chevrolet begon hiermee in 1960 toen het de Chevrolet Corvair Monza lanceerde. Ford antwoordde met de Futura. Maar bestuurders van Ford, met name Lee Iacocca, meenden dat dergelijke afgeleiden nog maar een klein deeltje van de potentiële markt aanboorden. Een marktonderzoek toonde aan dat er een groot potentieel bestond voor een sportieve en betaalbare auto bij jonge kopers. Ford speelde hierop in met de introductie van de Ford Mustang in 1964, die meteen een succes was. De wagen, en later het marksegment, kreeg snel de troetelnaam 'pony car'. Ford had gehoopt het eerste jaar 100.000 stuks te verkopen, maar op de eerste dag werden door verkopers al 22.000 bestellingen genoteerd. Uiteindelijk werden dat jaar meer dan 600.000 Mustangs besteld. Om dit succes te vieren werden op de eerste verjaardag van de Mustang 52.000 gouden muntstukken geslagen, ieder met een waarde van 500 dollar. Ze waren bedoeld als trofeeëngeld in de autoracerij, maar werden al snel opgekocht door muntverzamelaars.

## Definitie
De Ford Mustang was bepalend voor de uiteindelijke de definitie van het pony-car-segment. Het model was gebaseerd op het platform van de Ford Falcon maar had verder een unieke vormgeving. De Mustang was als coupé en cabriolet te verkrijgen, had een lange motorkap, een 2,8 liter zes-in-lijnmotor en een handgeschakelde drieversnellingsbak. Het model werd geïntroduceerd met een lage basisprijs van 2368 dollar. Er was ook een uitgebreide optielijst met onder andere een V8-motor, een automatische versnellingsbak, radio, airco en stuurbekrachtiging. Met al die opties geïnstalleerd kostte de Mustang zo'n 60% meer dan het basismodel, en in die uitvoering was het model zeer winstgevend voor Ford. De kenmerken van een pony car werden:
- een sportieve stijl
- een lage basisprijs
- een lange optielijst
- op een jong publiek gerichte marketing

## Andere merken
Twee weken voor de introductie van de Mustang lanceerde concurrent Chrysler de Plymouth Barracuda, een goedkope sportievere versie van de Valiant. De verkopen van dat model, dat soms wordt gezien als de echte eerste pony car, waren minimaal ten opzichte van de Mustang. Concurrent General Motors hield het eerst bij de Chevrolet Corvair maar introduceerde in 1967 toch een eigen pony car: de Chevrolet Camaro. Ook de Pontiac Firebird en de Mercury Cougar werden gelanceerd, in 1968 gevolgd door de AMC Javelin. In 1970 betrad Dodge als laatste merk het marktsegment met de Dodge Challenger. Op dat moment was die markt al aan het afnemen.

## Neergang

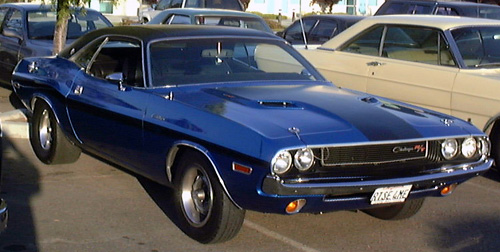
Dodge Challenger uit 1970.

De hoogtij-jaren van de pony car waren de jaren 1960. De auto's werden goed verkocht en waren daarnaast ook belangrijke publiekstrekkers, vooral voor jonge kopers. Volgens een onderzoek van het tijdschrift Car and Driver uit 1970 kocht een klant zelden een tweede pony car maar kocht de helft van de kopers wel een ander model van hetzelfde merk. Aan het einde van de jaren zestig begonnen de verkopen van de pony cars achteruit te gaan. In 1967 vertegenwoordigden ze 13% van de Amerikaanse automarkt, maar in 1969 was dit aandeel al gedaald tot 9%. De pony cars werden steeds groter en zwaarder en kregen ook steeds zwaardere motoren. Ook de prijzen stegen navenant. In de jaren 1970 waren ze niet veel kleiner dan een middenklasser meer. Toen de oliecrisis begon, kochten de klanten ofwel kleine zuinige auto's ofwel grote luxeauto's. De pony car was niet langer aantrekkelijk. De ontwikkeling ervan werd dan ook stopgezet of verschoven naar een ander marktsegment. De Ford Mustang bijvoorbeeld werd een compacte luxeauto. Pony cars uit de periode 1964-1974 zijn tegenwoordig waardevolle verzamelobjecten.